# Actuaciones de The Who 1962-63
The Who 1962–63 performances fue la primera gira de conciertos de la banda británica The Who por Inglaterra donde reaizaron sus primeras presentaciones.

## Miembros de a banda
- Roger Daltrey – voz, guitarra, armónica, trombón
- Pete Townshend – guitarra
- John Entwistle – trompeta, bajo, voz
- Doug Sandom – batería
- Colin Dawson – voz (1962)
- Gabby Connolly – voz, bajo (1963)

## Fechas de la gira
| Fecha                    | Ciudad          | País       | Lugar                                                                          |
| ------------------------ | --------------- | ---------- | ------------------------------------------------------------------------------ |
| ?? July 1962             | Peckham         | Inglaterra | Paradise Club                                                                  |
| ?? July 1962             | Peckham         | Inglaterra | Paradise Club                                                                  |
| ?? July 1962             | Peckham         | Inglaterra | Paradise Club                                                                  |
| ?? August 1962           | Peckham         | Inglaterra | Paradise Club                                                                  |
| ?? August 1962           | Peckham         | Inglaterra | Paradise Club                                                                  |
| 1 de septiembre de 1962  | Acton           | Inglaterra | Town Hall                                                                      |
| 23 de noviembre de 1962  | Kent            | Inglaterra | Grand Ballroom                                                                 |
| 30 de noviembre de 1962  | Kent            | Inglaterra | Grand Ballroom                                                                 |
| 4 de enero de 1963       | Kent            | Inglaterra | Grand Ballroom                                                                 |
| 11 de enero de 1963      | Ealing          | Inglaterra | Fox and Goose Hotel                                                            |
| 18 de enero de 1963      | Kent            | Inglaterra | Grand Ballroom                                                                 |
| 19 de enero de 1963      | Northolt        | Inglaterra | CAV Sports Ground                                                              |
| 17 de febrero de 1963    | London          | Inglaterra | Douglas House                                                                  |
| 18 de febrero de 1963    | Acton           | Inglaterra | White Hart Hotel                                                               |
| 21 de febrero de 1963    | Greenford       | Inglaterra | Oldfield Hotel                                                                 |
| 22 de febrero de 1963    | Kent            | Inglaterra | Grand Ballroom                                                                 |
| 23 de febrero de 1963    | Greenford       | Inglaterra | Oldfield Hotel                                                                 |
| 24 de febrero de 1963    | London          | Inglaterra | Douglas House                                                                  |
| 24 de febrero de 1963    | Acton           | Inglaterra | White Hart Hotel                                                               |
| 25 de febrero de 1963    | Acton           | Inglaterra | White Hart Hotel                                                               |
| 28 de febrero de 1963    | Greenford       | Inglaterra | Oldfield Hotel                                                                 |
| 3 de marzo de 1963       | London          | Inglaterra | Douglas House                                                                  |
| 3 de marzo de 1963       | Acton           | Inglaterra | White Hart Hotel                                                               |
| 4 de marzo de 1963       | Acton           | Inglaterra | White Hart Hotel                                                               |
| 7 de marzo de 1963       | Greenford       | Inglaterra | Oldfield Hotel                                                                 |
| 9 de marzo de 1963       | Isleworth       | Inglaterra | Osterley Hotel                                                                 |
| 11 de marzo de 1963      | London          | Inglaterra | Douglas House                                                                  |
| 13 de marzo de 1963      | Kilburn         | Inglaterra | Mazenod Church Hall                                                            |
| 14 de marzo de 1963      | Greenford       | Inglaterra | Oldfield Hotel                                                                 |
| 17 de marzo de 1963      | London          | Inglaterra | Douglas House                                                                  |
| 18 de marzo de 1963      | Acton           | Inglaterra | White Hart Hotel                                                               |
| 21 de marzo de 1963      | Greenford       | Inglaterra | Oldfield Hotel                                                                 |
| 22 de marzo de 1963      | Kent            | Inglaterra | Grand Ballroom                                                                 |
| 24 de marzo de 1963      | London          | Inglaterra | Douglas House                                                                  |
| 25 de marzo de 1963      | Acton           | Inglaterra | White Hart Hotel                                                               |
| 28 de marzo de 1963      | Greenford       | Inglaterra | Oldfield Hotel                                                                 |
| 29 de marzo de 1963      | London          | Inglaterra | College of Distributive Trade (2 shows)                                        |
| 31 de marzo de 1963      | London          | Inglaterra | Douglas House                                                                  |
| 1 de abril de 1963       | Acton           | Inglaterra | White Hart Hotel                                                               |
| 4 de abril de 1963       | Greenford       | Inglaterra | Oldfield Hotel                                                                 |
| 6 de abril de 1963       | Northolt        | Inglaterra | CAV Sports Ground                                                              |
| 7 de abril de 1963       | London          | Inglaterra | Douglas House                                                                  |
| 8 de abril de 1963       | Acton           | Inglaterra | White Hart Hotel                                                               |
| 10 de abril de 1963      | Greenford       | Inglaterra | Oldfield Hotel                                                                 |
| 11 de abril de 1963      | Acton           | Inglaterra | White Hart Hotel                                                               |
| 13 de abril de 1963      | Greenford       | Inglaterra | Oldfield Hotel                                                                 |
| 14 de abril de 1963      | London          | Inglaterra | Douglas House                                                                  |
| 15 de abril de 1963      | Acton           | Inglaterra | White Hart Hotel                                                               |
| 18 de abril de 1963      | Greenford       | Inglaterra | Oldfield Hotel                                                                 |
| 21 de abril de 1963      | London          | Inglaterra | Douglas House                                                                  |
| 22 de abril de 1963      | Acton           | Inglaterra | White Hart Hotel                                                               |
| 25 de abril de 1963      | Greenford       | Inglaterra | Oldfield Hotel                                                                 |
| 27 de abril de 1963      | Greenford       | Inglaterra | Oldfield Hotel                                                                 |
| 28 de abril de 1963      | London          | Inglaterra | Douglas House                                                                  |
| 29 de abril de 1963      | Acton           | Inglaterra | White Hart Hotel                                                               |
| 30 de abril de 1963      | Greenford       | Inglaterra | Oldfield Hotel                                                                 |
| 5 de mayo de 1963        | London          | Inglaterra | Douglas House                                                                  |
| 5 de mayo de 1963        | Acton           | Inglaterra | White Hart Hotel                                                               |
| 9 de mayo de 1963        | Acton           | Inglaterra | White Hart Hotel                                                               |
| 11 de mayo de 1963       | Greenford       | Inglaterra | Oldfield Hotel                                                                 |
| 12 de mayo de 1963       | London          | Inglaterra | Douglas House                                                                  |
| 17 de mayo de 1963       | Hanwell         | Inglaterra | Carnival Ballroom, Park Hotel                                                  |
| 18 de mayo de 1963       | Greenford       | Inglaterra | Oldfield Hotel                                                                 |
| 19 de mayo de 1963       | London          | Inglaterra | Douglas House                                                                  |
| 23 de mayo de 1963       | Greenford       | Inglaterra | Oldfield Hotel                                                                 |
| 24 de mayo de 1963       | Kent            | Inglaterra | Grand Ballroom                                                                 |
| 26 de mayo de 1963       | London          | Inglaterra | Douglas House                                                                  |
| 26 de mayo de 1963       | Acton           | Inglaterra | White Hart Hotel                                                               |
| 28 de mayo de 1963       | Greenford       | Inglaterra | Oldfield Hotel                                                                 |
| 31 de mayo de 1963       | Kent            | Inglaterra | Grand Ballroom                                                                 |
| 1 de junio de 1963       | Greenford       | Inglaterra | Oldfield Hotel                                                                 |
| 6 de junio de 1963       | Acton           | Inglaterra | White Hart Hotel                                                               |
| 7 de junio de 1963       | London          | Inglaterra | Goldhawk Social Club                                                           |
| 8 de junio de 1963       | Greenford       | Inglaterra | Oldfield Hotel                                                                 |
| 9 de junio de 1963       | Acton           | Inglaterra | White Hart Hotel                                                               |
| 13 de junio de 1963      | Acton           | Inglaterra | White Hart Hotel                                                               |
| 14 de junio de 1963      | Wembley         | Inglaterra | GEC Pavilion                                                                   |
| 15 de junio de 1963      | Greenford       | Inglaterra | Oldfield Hotel                                                                 |
| 20 de junio de 1963      | Greenford       | Inglaterra | Oldfield Hotel                                                                 |
| 22 de junio de 1963      | Perivale        | Inglaterra | Millet Arms (wedding reception)                                                |
| 23 de junio de 1963      | Acton           | Inglaterra | White Hart Hotel                                                               |
| 26 de junio de 1963      | Leicester Place | Inglaterra | Club Druane, Dotre Dame Church Hall                                            |
| 27 de junio de 1963      | Greenford       | Inglaterra | Oldfield Hotel                                                                 |
| 29 de junio de 1963      | Greenford       | Inglaterra | Oldfield Hotel                                                                 |
| 30 de junio de 1963      | Acton           | Inglaterra | White Hart Hotel                                                               |
| 4 de julio de 1963       | Greenford       | Inglaterra | Oldfield Hotel                                                                 |
| 5 de julio de 1963       | London          | Inglaterra | Goldhawk Social Club                                                           |
| 6 de julio de 1963       | Greenford       | Inglaterra | Oldfield Hotel                                                                 |
| 7 de julio de 1963       | Acton           | Inglaterra | White Hart Hotel                                                               |
| 11 de julio de 1963      | Greenford       | Inglaterra | Oldfield Hotel                                                                 |
| 12 de julio de 1963      | London          | Inglaterra | Goldhawk Social Club                                                           |
| 14 de julio de 1963      | Acton           | Inglaterra | White Hart Hotel                                                               |
| 18 de julio de 1963      | Greenford       | Inglaterra | Oldfield Hotel                                                                 |
| 20 de julio de 1963      | Greenford       | Inglaterra | Oldfield Hotel                                                                 |
| 21 de julio de 1963      | Acton           | Inglaterra | White Hart Hotel                                                               |
| 23 de julio de 1963      | Greenford       | Inglaterra | Oldfield Hotel                                                                 |
| 25 de julio de 1963      | Greenford       | Inglaterra | Oldfield Hotel                                                                 |
| 26 de julio de 1963      | Leicester Place | Inglaterra | Club Druane, Dotre Dame Church Hall                                            |
| 10 de agosto de 1963     | Greenford       | Inglaterra | Oldfield Hotel                                                                 |
| 11 de agosto de 1963     | Acton           | Inglaterra | White Hart Hotel                                                               |
| 15 de agosto de 1963     | Acton           | Inglaterra | White Hart Hotel                                                               |
| 16 de agosto de 1963     | London          | Inglaterra | Goldhawk Social Club                                                           |
| 17 de agosto de 1963     | Greenford       | Inglaterra | Oldfield Hotel                                                                 |
| 18 de agosto de 1963     | Acton           | Inglaterra | White Hart Hotel                                                               |
| 20 de agosto de 1963     | Greenford       | Inglaterra | Oldfield Hotel                                                                 |
| 22 de agosto de 1963     | Greenford       | Inglaterra | Oldfield Hotel                                                                 |
| 25 de agosto de 1963     | Acton           | Inglaterra | White Hart Hotel                                                               |
| 27 de agosto de 1963     | Greenford       | Inglaterra | Oldfield Hotel                                                                 |
| 29 de agosto de 1963     | Greenford       | Inglaterra | Oldfield Hotel                                                                 |
| 30 de agosto de 1963     | Leicester Place | Inglaterra | Club Druane, Dotre Dame Church Hall                                            |
| 1 de septiembre de 1963  | Acton           | Inglaterra | White Hart Hotel                                                               |
| 5 de septiembre de 1963  | Greenford       | Inglaterra | Oldfield Hotel                                                                 |
| 6 de septiembre de 1963  | London          | Inglaterra | Goldhawk Social Club                                                           |
| 7 de septiembre de 1963  | Greenford       | Inglaterra | Oldfield Hotel                                                                 |
| 8 de septiembre de 1963  | Acton           | Inglaterra | White Hart Hotel                                                               |
| 13 de septiembre de 1963 | Forest Hill     | Inglaterra | Glenlyn Ballroom                                                               |
| 15 de septiembre de 1963 | Acton           | Inglaterra | White Hart Hotel                                                               |
| 19 de septiembre de 1963 | Greenford       | Inglaterra | Oldfield Hotel                                                                 |
| 20 de septiembre de 1963 | Leicester Place | Inglaterra | Club Druane, Dotre Dame Church Hall (unconfirmed)                              |
| 22 de septiembre de 1963 | Acton           | Inglaterra | White Hart Hotel                                                               |
| 26 de septiembre de 1963 | Greenford       | Inglaterra | Oldfield Hotel                                                                 |
| 27 de septiembre de 1963 | Leicester Place | Inglaterra | Club Druane, Dotre Dame Church Hall (unconfirmed)                              |
| 28 de septiembre de 1963 | Greenford       | Inglaterra | Oldfield Hotel                                                                 |
| 29 de septiembre de 1963 | Acton           | Inglaterra | White Hart Hotel                                                               |
| 3 de octubre de 1963     | Greenford       | Inglaterra | Oldfield Hotel                                                                 |
| 4 de octubre de 1963     | Forest Hill     | Inglaterra | Glenlyn Ballroom                                                               |
| 6 de octubre de 1963     | Putney          | Inglaterra | St. Mary's Hall                                                                |
| 10 de octubre de 1963    | Greenford       | Inglaterra | Oldfield Hotel                                                                 |
| 11 de octubre de 1963    | Forest Hill     | Inglaterra | Glenlyn Ballroom                                                               |
| 12 de octubre de 1963    | Greenford       | Inglaterra | Oldfield Hotel                                                                 |
| 17 de octubre de 1963    | Greenford       | Inglaterra | Oldfield Hotel                                                                 |
| 24 de octubre de 1963    | Greenford       | Inglaterra | Oldfield Hotel                                                                 |
| 25 de octubre de 1963    | London          | Inglaterra | Goldhawk Social Club                                                           |
| 26 de octubre de 1963    | Greenford       | Inglaterra | Oldfield Hotel                                                                 |
| 27 de octubre de 1963    | Putney          | Inglaterra | St. Mary's Hall                                                                |
| 31 de octubre de 1963    | Greenford       | Inglaterra | Oldfield Hotel                                                                 |
| 1 de noviembre de 1963   | Forest Hill     | Inglaterra | Glenlyn Ballroom                                                               |
| 7 de noviembre de 1963   | Greenford       | Inglaterra | Oldfield Hotel                                                                 |
| 8 de noviembre de 1963   | London          | Inglaterra | Goldhawk Social Club                                                           |
| 9 de noviembre de 1963   | Greenford       | Inglaterra | Oldfield Hotel                                                                 |
| 14 de noviembre de 1963  | Greenford       | Inglaterra | Oldfield Hotel                                                                 |
| 15 de noviembre de 1963  | Ealing          | Inglaterra | Feathers Hotel                                                                 |
| 17 de noviembre de 1963  | Putney          | Inglaterra | St. Mary's Hall                                                                |
| 21 de noviembre de 1963  | Greenford       | Inglaterra | Oldfield Hotel                                                                 |
| 22 de noviembre de 1963  | London          | Inglaterra | Goldhawk Social Club                                                           |
| 24 de noviembre de 1963  | Acton           | Inglaterra | White Hart Hotel                                                               |
| 26 de noviembre de 1963  | Acton           | Inglaterra | Town Hall                                                                      |
| 29 de noviembre de 1963  | London          | Inglaterra | Goldhawk Social Club                                                           |
| 30 de noviembre de 1963  | Wealdstone      | Inglaterra | Railway Hotel                                                                  |
| 1 de diciembre de 1963   | Putney          | Inglaterra | St. Mary's Hall                                                                |
| 5 de diciembre de 1963   | Greenford       | Inglaterra | Oldfield Hotel                                                                 |
| 6 de diciembre de 1963   | Forest Hill     | Inglaterra | Glenlyn Ballroom                                                               |
| 7 de diciembre de 1963   | Dunstable       | Inglaterra | California Ballroom                                                            |
| 8 de diciembre de 1963   | Putney          | Inglaterra | St. Mary's Hall                                                                |
| 12 de diciembre de 1963  | Greenford       | Inglaterra | Oldfield Hotel                                                                 |
| 13 de diciembre de 1963  | London          | Inglaterra | Evershed and Bignoles Apprentice Association Social Club Dance, Feathers Hotel |
| 14 de diciembre de 1963  | Greenford       | Inglaterra | Oldfield Hotel                                                                 |
| 15 de diciembre de 1963  | Putney          | Inglaterra | St. Mary's Hall                                                                |
| 19 de diciembre de 1963  | Greenford       | Inglaterra | Oldfield Hotel                                                                 |
| 20 de diciembre de 1963  | Forest Hilll    | Inglaterra | Glenlyn Ballroom                                                               |
| 22 de diciembre de 1963  | Putney          | Inglaterra | St. Mary's Hall                                                                |
| 29 de diciembre de 1963  | Acton           | Inglaterra | White Hart Hotel                                                               |